# Gare de Virieu-le-Grand - Belley
Gare de Virieu-le-Grand - Belley vasútállomás Franciaországban, Virieu-le-Grand településen.

## Vasútvonalak
Az állomást az alábbi vasútvonalak érintik:
- Lyon–Genf-vasútvonal

## Kapcsolódó állomások
A vasútállomáshoz az alábbi állomások vannak a legközelebb:
- Gare de Culoz
- Gare de Tenay - Hauteville